# Tankard (band)

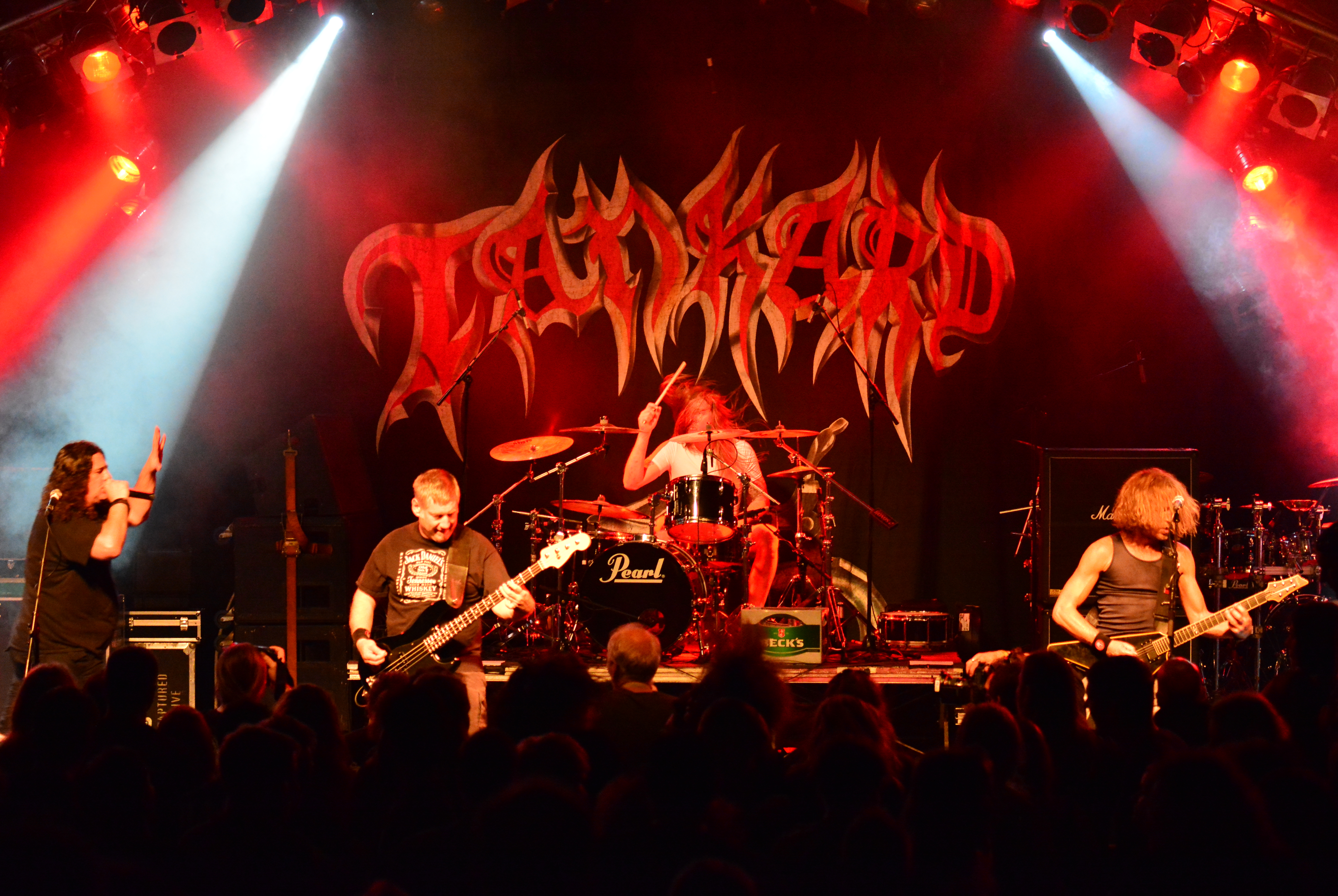
Tankard bij de Hamburg Metal Days, 2014

Tankard is een speed-/thrashmetalband uit Frankfurt am Main (Duitsland) gesticht in 1982. Hun eerste album Zombie Attack werd uitgebracht in 1986. Vanaf dat moment bleef de band constant werken aan nummers en albums uitbrengen in dezelfde stijl zoals ze gestart waren - snelle nummers toegewijd aan alcohol. Zo beweren ze een nieuw genre uitgevonden te hebben genaamd "alcoholic metal". Tankard noemt zichzelf de "Kings of beer".

## Historie
Tankard werd gevormd in 1982 door drie studenten, Andreas Geremia, Axel Katzmann en Frank Thorwarth. In die tijd noemde de band zich nog Vortex and Avenger tot de naam Tankard ontdekt werd in een woordenboek door de band. Hun eerste geschreven nummer heette "Ray Death", een nummer over nucleaire oorlog en alcohol in de school. Kort daarna moest bandlid Bernhard Rapprich uit de band stappen omdat zijn conservatieve vader niet wilde dat hij "rondhing met een stel dronkaards". Hij werd vervangen door Andy Bulgaropulos.
In 1984 tekende Tankard bij Noise Records na een gemiste kans om te tekenen bij Steamhammer. Tijdens een optreden waar gitarist Andy Bulgaropulous de fout maakte om een blauw sweatshirt met een rendier aan de voorkant te dragen wat een fout beeld gaf van Tankard.

## Geschiedenis bandleden

### 1982-1983
- Andreas Geremia (vocals)
- Bernhard Rapprich (gitaar)
- Axel Katzmann (gitaar)
- Frank Thorwarth (bass)
- Oliver Werner (drum)

### 1983-1991
- Andreas Geremia (vocals)
- Andy Bulgaropulos (gitaar)
- Axel Katzmann (gitaar)
- Frank Thorwarth (bass)
- Oliver Werner (drum)

### 1992
- Andreas Geremia (vocals)
- Andy Bulgaropulos (gitaar)
- Axel Katzmann (gitaar)
- Frank Thorwarth (bass)
- Arnulf Tunn (drum)

### 1994
- Andreas Geremia (vocals)
- Andy Bulgaropulos (gitaar)
- Frank Thorwarth (bass)

### 1995-1999
- Andreas Geremia (vocals)
- Andy Bulgaropulos (gitaar)
- Frank Thorwarth (bass)
- Olaf Zissel (drum)

### 2000-2024
- Andreas Geremia (vocals)
- Andreas Gutjahr (gitaar)
- Frank Thorwarth (bass)
- Olaf Zissel (drum)

## Discografie

### Studioalbums
| Verschenen | Albumtitel              | Label         |
| ---------- | ----------------------- | ------------- |
| 1986       | Zombie Attack           | Noise Records |
| 1987       | Chemical Invasion       | Noise Records |
| 1988       | The Morning After       | Noise Records |
| 1990       | The Meaning of Life     | Noise Records |
| 1992       | Stone Cold Sober        | Noise Records |
| 1994       | Two Faced               | Noise Records |
| 1995       | The Tankard             | Noise Records |
| 1998       | Disco Destroyer         | Century Media |
| 2000       | Kings of Beer           | Century Media |
| 2002       | B-Day                   | AFM Records   |
| 2004       | Beast of Bourbon        | AFM Records   |
| 2006       | The Beauty and the Beer | AFM Records   |
| 2008       | Thirst                  | AFM Records   |
| 2010       | Vol(l)ume 14            | AFM Records   |
| 2012       | A Girl Called Cerveza   | Nuclear Blast |
| 2014       | R.I.B.                  | Nuclear Blast |
| 2017       | One Foot in the Grave   | Nuclear Blast |

### Andere uitgaven
- Heavy Metal Vanguard (1984) - demo
- Alcoholic Metal (1985) - demo
- Alien (1989) - ep
- Hair of the Dog (1989) - compilatie
- Open All Night (1990) - video
- Fat, Ugly and Live (1991) - livealbum